# Valery Glivenko
Valery Ivanovitch Glivenko (en ukrainien : Валерій Іванович Гливенко Valeriy Ivanovytch Hlyvenko, en russe : Вале́рий Ива́нович Гливенко Valeriy Ivanovitch Glivenko), né le 21 décembre 1896 (2 janvier 1897 dans le calendrier grégorien) à Kiev et mort le 15 février 1940 à Moscou, est un mathématicien ukrainien soviétique.

## Biographie
Élève de l'Université d'État de Moscou, Glivenko a soutenu sa thèse de doctorat sur les fonctions réelles sous la direction de Nikolaï Louzine en 1938. Il a travaillé sur les fondements des mathématiques, l'analyse réelle, la théorie des probabilités et la statistique mathématique.
Il a enseigné à l'Institut pédagogique industriel de Moscou jusqu'à sa mort à l'âge de 43 ans,.
La plupart de ses travaux ont été traduits en français.

## Travaux
- « Sur quelques points de la logique de M. Brouwer », Bulletins de la classe des sciences, vol. 15,‎ 1929, p. 183–188
- « Sur la logique de M. Brouwer », Académie royale de Belgique, Bulletin, vol. 14,‎ 1928, p. 225–228
- « Sur les valeurs probables de fonctions », Rendiconti Accad. d. L. Roma, vol. 8,‎ 1928, p. 480–483
- « Sur les fonctions représentables implicitement par fonctions continues », Fundamenta Mathematicae, vol. 14,‎ 1929, p. 252–265
- « Sur les fonctions implicites », Mat. Sb., vol. 36,‎ 1929, p. 138–142
- (it) « Sulla determinazione empirica delle leggi di probabilita », Giorn. Ist. Ital. Attuari, vol. 4,‎ 1933, p. 92–99
- « Contribution a l'étude des systèmes de choses normées », American Journal of Mathematics, vol. 59,‎ 1937, p. 941–956 (lire en ligne)
- Théorie générale des structures, vol. 652, Hermann et Cie, 1938 [lire en ligne]